# 황리아
황리아(1987년 2월 11일 ~ )는 대한민국의 레이싱 모델이다.

## 경력

### 레이싱모델 경력
- 2015년 - 서울모터쇼 닛산 레이싱모델
- 2013년 - 서울모터쇼 닛산 레이싱모델
- 2012년 - 부산국제모터쇼 닛산 레이싱모델
- 2012년 - F1 코리아 그랑프리 레이싱모델
- 2012년 - 인제오토피아 레이싱팀
- 2011년 - 인디고 레이싱팀
- 2009년 - 서울모터쇼 GM대우 모델
- 2009년 - 서울오토살롱 사이버오토 모델
- 2009년 - 경주밀레니엄 모터쇼 LED119 모델
- 2008년 - GTM 레이싱모델